# F. D. Roosevelt Airport

i8
i11
i13
Der F. D. Roosevelt Airport (IATA-Code: EUX, ICAO-Code: TNCE) ist der Flughafen der Insel Sint Eustatius, einer der zu den Niederlanden gehörenden Besonderen Gemeinden in der Karibik.

## Geschichte
Der Flughafen wurde 1946 als Golden Rock Airport eröffnet und später nach dem US-amerikanischen Präsidenten mit niederländischen Wurzeln Franklin Delano Roosevelt benannt.

## Lage
Der Flughafen liegt in einem Tal zwischen dem Vulkan The Quill im Süden und den Hügeln des nördlichen Teils des Quill/Boven National Park im Norden, in unmittelbarer Nähe des Ortes Concordia.

## Einrichtungen
Der Flughafen verfügt über eine asphaltierte Start- und Landebahn von 1199 Metern Länge und 30 Metern Breite. Er kann von Passagierflugzeugen in der Größenordnung der Fokker 50, ATR 42, DHC-8 und Frachtflugzeugen in der Größenordnung der Lockheed L-100 und DC-3 angeflogen werden. Seit 1996 verfügt der Flughafen über eine solarbetriebene Anflugbefeuerung. Der Flughafen wird nur unter Sichtflugwetterbedingungen betrieben.

## Sicherheit
Für die Flughafensicherheit ist die Koninklijke Marechaussee, für den Brandschutz und die Brandbekämpfung das Brandweerkorps Caribisch Nederland zuständig. Bislang (Stand 2020) gab es auf dem Flughafen keine Flugunfälle.

## Fluggesellschaften und Ziele
- Winair fliegt mit 19-sitzigen DHC Twin Otter nach Saba und Sint Maarten.[7]
- Trans Anguilla Airways fliegt mit 9-sitzigen Britten-Norman BN-2 Islander nach Anguilla und Saint Kitts.[8]